# 弗雷萨格兰迪纳里亚
弗雷萨格兰迪纳里亚（義大利語：Fresagrandinaria）是意大利阿布鲁佐大区基耶蒂省的一个市镇。